# Сальмсон, Жюль
Жан Жюль Бернар Сальмсон (фр. Jean Jules Bernard Salmson; 18 июля 1823[…], Париж — 7 мая 1902[…], Coupvray) — французский скульптор и медальер.

## Биография
Родился в 1823 году в Париже.
Учился ремеслу скульптора в Высшей школе изящных искусств Парижа, где его основными наставниками были Жюль Раме и Огюст Дюмон.
Дважды, в 1840-х годах, участвовал в конкурсах на Римскую премию, но не смог её выиграть, причём уничтожил собственную работу, которую ранее представил на второй конкурс, поскольку остался недоволен ею.
В 1858 году женился в Париже на Урсуле-Эмилии Лазар. Их сын, Эмиль Сальмсон (1859—1917) стал основателем крупной компании по производству двигателей.
Начиная с 1859 году Сальмсон регулярно выставлял свои работы, преимущественно портретные бюсты и портретные медальоны, на ежегодном Парижском салоне.
Кавалер ордена Почетного легиона (1867).
В Париже имел многочисленных учеников, среди которых выделялся Эмиль Гиймен.
В 1876 году переехал в Женеву, где стал директором Школы прикладного искусства.
Проживая в Женеве, и уже будучи вдовцом, в 1881 году женился вторично, на Розе-Пьеретте Эймон-Леблан (1839—1901), причём бракосочетание состоялось в Париже.
На Всемирной выставке 1889 года в Париже был награждён серебряной медалью.
Опубликовал воспоминания (1892) и несколько статей, посвящённых скульптуре.
Скончался скульптор Сальмсон в 1902 году в пригороде Парижа.

## Публикации Сальмсона
- L’Institut devant le suffrage universel, Paris, Michel et Joubert, 1850
- Entre deux coups de ciseau : souvenirs d’un sculpteur, 1892, 363 p.
- Le métier dans l’art.Glyptique/ 1e partie: La gravure en médailles et monnaies, s.l.n.d., coll. «La revue littéraire et artistique», p. 321—327
- Le métier dans l’art. La statuaire, s.l.n.d., coll. «La revue littéraire et artistique», p. 55-65

## Галерея
- Кариатиды на куполе исторического здания, Париж
- Композитор Георг Фридрих Гендель (1874), гипс, Музей изящяных искусств Рубе
- Памятник покорителям Монблана: естествоиспытателю Соссюру и проводнику Бальма (1887), Шамони-Мон-Блан
- Памятник-фонтан поэту и драматургу Филиппу Кино (1851), Фельтен